# Hemichoma pulchrum
Hemichoma pulchrum är en stekelart som först beskrevs av Szepligeti 1904.  Hemichoma pulchrum ingår i släktet Hemichoma och familjen bracksteklar. Inga underarter finns listade i Catalogue of Life.